# Kwabena Donkor
 (juin 2023).
Pour les articles homonymes, voir Donkor.
Kwabena Donkor, né le 5 février 1958 à Lonto, est un homme politique ghanéen, ancien ministre de l'Énergie.
Il est l'actuel[Quand ?] député de la circonscription de Pru East, dans la région de Bono East au Ghana. En raison de son incapacité à mettre fin à la popularité du délestage, connu sous le nom de Dumsor, il a démissionné de son poste de ministre. Il avait fait la promesse de démissionner s'il n'arrivait pas à résoudre ce problème avant la fin de 2015,.

## Petite enfance et éducation
Donkor est né le 5 février 1958 à Lonto via Yeji dans la région de Bono East au Ghana. Il est titulaire d'un doctorat et d'une maîtrise de l'Université de Bristol et d'une maîtrise en administration des affaires de l'Université de Lancastre.

## Carrière
Donkor a occupé plusieurs postes importants au Ghana. Il a été sous-ministre de l'information de 2013 à 2014. En 2014, il est devenu membre fondateur de la Petroleum Commission et en a été nommé directeur général. La même année, il est entré au gouvernement en tant que ministre. En 2015, il est devenu membre du Parlement du Ghana et a assumé le rôle de président de la commission des mines et de l'énergie,. Il représente actuellement la circonscription de Pru East dans la région de Bono East sur la liste du National Democratic Congress,.

## Politique
Donkor a participé aux élections générales de 2016 en tant que candidat pour le siège de la circonscription de Pru East. Il a remporté l'élection en recueillant 13 512 voix, ce qui représentait 56,19 % du total des suffrages exprimés. Sa victoire lui a permis de surpasser les autres concurrents, dont David Amoah, Danjumah Desmond, Noah Ken Boadai et Zevor Mattew Tsiditsey. Il a conservé son siège aux élections générales ghanéennes de 2020.

## Comités
Donkor est membre de rang du Comité de l'emploi, de la prévoyance sociale et des entreprises d'État au sein du Parlement du Ghana. Il est également membre du Comité du Règlement intérieur, chargé de superviser les procédures et les règles internes du Parlement. De plus, il est membre du comité des mines et de l'énergie, où il joue un rôle dans l'élaboration des politiques et la prise de décisions liées à ces secteurs importants.

## Vie privée
Donkor est chrétien. Il est marié et père de quatre enfants,.